# Un drame au cirque
Ne doit pas être confondu avec Un drame au cirque (roman).
Pour plus de détails, voir Fiche technique et Distribution.
Un drame au cirque est un court métrage français de Marc Allégret, sorti en 1946.

## Synopsis
Le chien Pipo raconte les amours de son maître.

## Fiche technique
- Titre français : Un drame au cirque
- Réalisation : Marc Allégret
- Pays de production :  France
- Langue originale : français

## Distribution
- Louis Jourdan
- Micheline Presle
- Janine Darcey